# Климчук Олександр Васильович
Климчук Олександр Васильович —  генерал-майор Служби безпеки України. Начальник Департаменту контррозвідувального захисту інтересів держави в сфері інформаційної безпеки (2017—2019).

## Життєпис
14 лютого 2017 року призначений на посаду Начальника Департаменту контррозвідувального захисту інтересів держави у сфері інформаційної безпеки Служби безпеки України.
23 березня 2018 року присвоєно військове звання генерал-майор.
26 червня 2019 року звільнений з посади Начальника Департаменту контррозвідувального захисту інтересів держави у сфері інформаційної безпеки Служби безпеки України.